# Louis Campbell
Louis „Lou“ Campbell (* 1. April 1979 in Rahway, New Jersey) ist ein ehemaliger US-amerikanischer Basketballspieler, der bei mehreren Vereinen in der deutschen Basketball-Bundesliga gespielt hat. Der mehrfache Familienvater besitzt nach der Heirat mit einer Dänin auch die dänische Staatsbürgerschaft.

## Laufbahn
Campbell spielte während seiner Collegezeit an der Universität in Buffalo in der ersten NCAA-Division in der Mid-American Conference. Ein Jahr nach Campbells Abschluss 2002 begann auch der deutsche Nationalspieler Yassin Idbihi sein Studium an dieser Hochschule. Campbell spielte zu dieser Zeit schon in Deutschland in der 2. Basketball-Bundesliga in Paderborn. Während seines Jahres in Paderborn – seinem ersten im Ausland – habe er oft an eine Rückkehr in die Heimat gedacht, so Campbell später. Sein US-Landsmann Eric Blair, der damals beim Nachbarverein TV Salzkotten unter Vertrag stand, habe ihm in dieser Zeit sehr geholfen, blickte Campbell im November 2018 zurück. In seiner zweijährigen Zeit in Paderborn empfahl sich Campbell als einer der stärksten Spieler der zweiten Liga für höherklassige Vereine und wurde 2004 von Gießen in die erste Liga geholt. Mit Gießen erreichte in der ersten Saison das Play-off-Halbfinale um die Deutsche Meisterschaft und in der zweiten Saison den dritten Platz im Pokalwettbewerb. Danach wechselte er nach Japan und gewann mit Toyota Alvark dort den Meistertitel. 2007 hatte er ein kurzes Engagement in der zweiten spanischen Liga LEB Oro beim mittlerweile aufgelösten Verein aus Huelva.
2009 wurde er von seinem ehemaligen Paderborner Trainer Douglas Spradley zu den Eisbären Bremerhaven in die Bundesliga zurückgeholt. Bei den Eisbären bereitete er pro Spiel sechs Korberfolge seiner Nebenleute vor und war damit bester Vorlagengeber der Liga. Campbell führte Bremerhaven als Sechstplatzierter der Hauptrunde ins Halbfinale um die Deutsche Meisterschaft, wo man den Skyliners Frankfurt in der Verlängerung des fünften und entscheidenden Spiels unterlag. Anschließend wechselte er zu den EWE Baskets aus Oldenburg, dem Deutschen Meister 2009. Mit Oldenburg schied er nach einer eher mäßigen Saison bereits in der ersten Play-off-Runde gegen Alba Berlin aus. Danach wurde sein Vertrag beendet, er wechselte zur BBL-Saison 2011/12 zum Ligakonkurrenten Tigers Tübingen, wo er als erfahrener Spieler und Mannschaftskapitän die Mannschaft zum Klassenerhalt führen sollte. Nach einer Saison, in der das vorrangige Ziel Klassenerhalt erreicht wurde, wechselte Campbell in die französische LNB Pro A zu Illkirch-Graffenstaden Basket aus Straßburg. Dort spielte er unter Trainer Vincent Collet (gleichzeitig Nationaltrainer Frankreichs) und blieb vier Jahre, spielte mit der Mannschaft auch in der EuroLeague. In den Spielzeiten 2013/14 sowie 2014/15 schloss er mit Straßburg jeweils die Hauptrunde der französischen Liga als Tabellenerster ab. Viermal wurde Campbell mit der Mannschaft Vizemeister (2013, 2014, 2015, 2016). Den französischen Pokal gewann er mit Straßburg im Jahr 2015. Auf europäischer Ebene zog Campbell 2016 ins Endspiel des EuroCup ein, dort verlor er mit Straßburg gegen Galatasaray Istanbul. In Frankreich erhielt er wegen seiner Rolle als Spielmacher und seiner strategischen Fähigkeiten den Spitznamen „Der General“. Zeitweise war er in Straßburg Mannschaftskapitän.
Ab 2016 stand er bei einem anderen französischen Erstligisten, Paris-Levallois Basket, unter Vertrag. Nach dem Saisonende 2017/18 mit Paris verstärkte er noch für einige Spiele den Zweitligisten FOS Provence Basket. Während der Saison 2018/19 stand er bei Olympique d’Antibes (erste Liga Frankreich) unter Vertrag.
Campbell führte auf den angeschlossenen Seiten von Eurobasket.com einen Blog. In der Bundesliga bestritt Campbell während seiner Laufbahn 184 Spiele, seinen besten Punkteschnitt in der Liga erreichte er 2005/06, als er für Gießen 15,1 je Begegnung erzielte. In Frankreichs erster Liga stand Campbell in 249 Spielen auf dem Feld. 2012/13 erzielte er für Straßburg 10,3 Punkte pro Einsatz, das war der Höchstwert seiner Jahre in der Liga. Seine Bestmarke bei Vorlagen schaffte der US-Amerikaner in der französischen LNB ProA in Paris (5,1/Spiel in der Saison 2016/17). Campbell sorgte während seiner Laufbahn mit spektakulären Korbabschlüssen ebenso für Aufsehen wie mit seinen guten Verteidigungsleistungen.